# Campeonato Sul-Americano de Atletismo de 2011 - Resultados
Esses foram os resultados do Campeonato Sul-Americano de Atletismo de 2011 que ocorreu de 2 a 5 de junho de 2011 no CeNARD, em Buenos Aires, na Argentina. 

## Resultado masculino

### 100 metros
| Posição | Bateria | Atleta                | Nacionalidade | Tempo | Notas |
| ------- | ------- | --------------------- | ------------- | ----- | ----- |
| 1       | 2       | Álvaro Gómez          | Colômbia      | 10.38 | Q     |
| 2       | 1       | Alonso Edward         | Panamá        | 10.50 | Q     |
| 3       | 3       | Kael Becerra          | Chile         | 10.51 | Q     |
| 4       | 1       | Sandro Viana          | Brasil        | 10.54 | Q     |
| 5       | 2       | Nilson André          | Brasil        | 10.60 | Q     |
| 6       | 1       | Miguel Wilken         | Argentina     | 10.61 | q     |
| 7       | 1       | Franklin Nazareno     | Equador       | 10.64 | q     |
| 8       | 2       | Cristián Reyes        | Chile         | 10.66 |       |
| 9       | 3       | Michel Mary           | Uruguai       | 10.67 | Q     |
| 10      | 3       | Geronimo Goeloe       | Aruba         | 10.68 |       |
| 11      | 3       | Isidro Montoya        | Colômbia      | 10.71 |       |
| 12      | 3       | Artur Bruno Rojas     | Bolívia       | 10.78 |       |
| 13      | 2       | Luis Morán            | Equador       | 10.88 |       |
| 14      | 1       | Heber Viera           | Uruguai       | 11.17 |       |
| 15      | 1       | Joshua Jourdan        | Paraguai      | 11.19 |       |
| 16      | 3       | José Manuel Garaventa | Argentina     | 11.64 |       |
| 98 !    | 2       | Adrian Ferreira       | Paraguai      | DNF   |       |
| 99 !    | 2       | Rupert Perry          | Guiana        | DNS   |       |

| Posição           | Atleta            | Nacionalidade | Tempo | Notas |
| ----------------- | ----------------- | ------------- | ----- | ----- |
| Medalha de ouro   | Nilson André      | Brasil        | 10.35 |       |
| Medalha de prata  | Kael Becerra      | Chile         | 10.41 |       |
| Medalha de bronze | Sandro Viana      | Brasil        | 10.44 |       |
| 4                 | Miguel Wilken     | Argentina     | 10.66 |       |
| 5                 | Michel Mary       | Uruguai       | 10.68 |       |
| 6                 | Franklin Nazareno | Equador       | 10.71 |       |
| 7 !               | Alonso Edward     | Panamá        | DSQ   |       |
| 8 !               | Álvaro Gómez      | Colômbia      | DNS   |       |

### 200 metros
| Posição | Bateria | Atleta            | Nacionalidade | Tempo | Notas |
| ------- | ------- | ----------------- | ------------- | ----- | ----- |
| 1       | 1       | Daniel Grueso     | Colômbia      | 20.84 | Q     |
| 2       | 1       | Mariano Jiménez   | Argentina     | 21.05 | Q     |
| 3       | 2       | Sandro Viana      | Brasil        | 21.07 | Q     |
| 4       | 1       | Cristián Reyes    | Chile         | 21.14 | Q     |
| 5       | 2       | Kael Becerra      | Chile         | 21.23 | Q     |
| 6       | 2       | Michel Mary       | Uruguai       | 21.35 | Q     |
| 7       | 1       | Ailson Feitosa    | Brasil        | 21.42 | q     |
| 8       | 2       | Roberto Murillo   | Colômbia      | 21.53 | q     |
| 9       | 2       | Andrés Rodríguez  | Panamá        | 21.54 |       |
| 10      | 1       | Artur Bruno Rojas | Bolívia       | 21.55 |       |
| 11      | 2       | Alex Quiñónez     | Equador       | 21.57 |       |
| 12      | 2       | Geronimo Goeloe   | Aruba         | 21.84 |       |
| 13      | 1       | Franklin Nazareno | Equador       | 21.99 |       |
| 14      | 1       | Heber Viera       | Uruguai       | 22.45 |       |
| 98 !    | 2       | Augusto Stanley   | Paraguai      | DSQ   |       |
| 99 !    | 1       | Rupert Perry      | Guiana        | DNS   |       |

| Posição           | Atleta          | Nacionalidade | Tempo | Notas |
| ----------------- | --------------- | ------------- | ----- | ----- |
| Medalha de ouro   | Daniel Grueso   | Colômbia      | 20.90 |       |
| Medalha de prata  | Mariano Jiménez | Argentina     | 21.06 |       |
| Medalha de bronze | Cristián Reyes  | Chile         | 21.09 |       |
| 4                 | Kael Becerra    | Chile         | 21.20 |       |
| 5                 | Michel Mary     | Uruguai       | 21.30 |       |
| 6                 | Ailson Feitosa  | Brasil        | 22.07 |       |
| 7                 | Roberto Murillo | Colômbia      | 59.99 |       |
| 8 !               | Sandro Viana    | Brasil        | DSQ   |       |

### 400 metros
| Posição | Bateria | Atleta           | Nacionalidade | Tempo | Notss |
| ------- | ------- | ---------------- | ------------- | ----- | ----- |
| 1       | 1       | Augusto Stanley  | Paraguai      | 48.32 | Q     |
| 2       | 1       | Kléberson Davide | Brasil        | 48.34 | Q     |
| 3       | 1       | Geiner Mosquera  | Colômbia      | 48.48 | Q     |
| 4       | 2       | Luís Ambrosio    | Brasil        | 48.54 | Q     |
| 5       | 1       | Fábio Martínez   | Argentina     | 48.59 | q     |
| 6       | 2       | Josue Iarritu    | Argentina     | 48.77 | Q     |
| 7       | 2       | Jorge Rojas      | Chile         | 48.99 | Q     |
| 8       | 1       | Julio Pérez      | Peru          | 49.11 | q     |
| 9       | 2       | Diego Palomeque  | Colômbia      | 49.17 |       |
| 10      | 2       | Fernando López   | Uruguai       | 49.99 |       |
| 11      | 2       | Jesus Leguizamon | Paraguai      | 51.17 |       |

| Posição           | Atleta           | Nacionalidade | Tempo | Notas |
| ----------------- | ---------------- | ------------- | ----- | ----- |
| Medalha de ouro   | Kléberson Davide | Brasil        | 46.74 |       |
| Medalha de prata  | Geiner Mosquera  | Colômbia      | 47.19 |       |
| Medalha de bronze | Luís Ambrosio    | Brasil        | 47.57 |       |
| 4                 | Augusto Stanley  | Paraguai      | 47.99 |       |
| 5                 | Josue Iarritu    | Argentina     | 48.09 |       |
| 6                 | Fábio Martínez   | Argentina     | 48.62 |       |
| 7                 | Jorge Rojas      | Chile         | 48.90 |       |
| 8                 | Julio Pérez      | Peru          | 49.17 |       |

### 800 metros
Final –  4 de junho
| Posição           | Atleta            | Nacionalidade | Tempo   | Notas |
| ----------------- | ----------------- | ------------- | ------- | ----- |
| Medalha de ouro   | Rafith Rodríguez  | Colômbia      | 1:51.38 |       |
| Medalha de prata  | Kléberson Davide  | Brasil        | 1:52.42 |       |
| Medalha de bronze | Sebastián Vega    | Argentina     | 1:52.43 |       |
| 4                 | Franco David Díaz | Argentina     | 1:52.79 |       |
| 5                 | Freddy Espinosa   | Colômbia      | 1:53.77 |       |
| 6                 | Eduardo Gregorio  | Uruguai       | 1:53.91 |       |
| 7                 | Julio Pérez       | Peru          | 1:54.20 |       |
| 8                 | Mauricio Valdivia | Chile         | 1:54.25 |       |
| 9                 | Milton Castro     | Uruguai       | 1:54.75 |       |
| 10                | Kevin Angulo      | Equador       | 1:57.91 |       |
| 99 !              | Leslie Encina     | Chile         | DNF     |       |

### 1.500 metros
Final – 3 de junho
| Posição           | Atleta              | Nacionalidade | Tempo   | Notas |
| ----------------- | ------------------- | ------------- | ------- | ----- |
| Medalha de ouro   | Leandro de Oliveira | Brasil        | 3:45.55 |       |
| Medalha de prata  | Hudson de Souza     | Brasil        | 3:46.35 |       |
| Medalha de bronze | Federico Bruno      | Argentina     | 3:47.81 |       |
| 4                 | Leslie Encina       | Chile         | 3:48.02 |       |
| 5                 | Alexis Santiago     | Venezuela     | 3:48.69 |       |
| 6                 | Iván Darío González | Colômbia      | 3:48.90 |       |
| 7                 | Mauricio Valdivia   | Chile         | 3:49.08 |       |
| 8                 | Eduardo Gregorio    | Uruguai       | 3:49.87 |       |
| 9                 | Santiago Godoy      | Uruguai       | 3:51.23 |       |
| 10                | Freddy Espinosa     | Colômbia      | 3:51.78 |       |
| 11                | Luciano Almiron     | Argentina     | 3:53.96 |       |
| 12                | Derlis Ayala        | Paraguai      | 3:54.09 |       |
| 99 !              | Jhon Cusi           | Peru          | DNF     |       |

### 5.000 metros
Final – 2 de junho
| Posição           | Atleta                  | Nacionalidade | Tempo    | Notas |
| ----------------- | ----------------------- | ------------- | -------- | ----- |
| Medalha de ouro   | Javier Carriqueo        | Argentina     | 13:58.27 |       |
| Medalha de prata  | Víctor Aravena          | Chile         | 13:59.81 |       |
| Medalha de bronze | Javier Guarín           | Colômbia      | 14:00.64 |       |
| 4                 | Marcelo Cabrini         | Brasil        | 14:03.07 |       |
| 5                 | José Magno Mota         | Brasil        | 14:04.03 |       |
| 6                 | Jhon Cusi               | Peru          | 14:05.52 |       |
| 7                 | Alexander de los Santos | Uruguai       | 14:16.40 |       |
| 8                 | Jorge Merida            | Argentina     | 14:17.24 |       |
| 9                 | Raul Machahuay          | Peru          | 14:17.96 |       |
| 10                | Derlis Ayala            | Paraguai      | 14:35.77 |       |
| 11                | Esteban Cuestas         | Uruguai       | 14:42.75 |       |
| 12                | César Fernández         | Bolívia       | 15:09.80 |       |
| 99 !              | Mauricio González       | Colômbia      | DNF      |       |

### 10.000 metros
Final – 5 de junho
| Posição           | Atleta                  | Nacionalidade | Tempo    | Notas |
| ----------------- | ----------------------- | ------------- | -------- | ----- |
| Medalha de ouro   | Giovani dos Santos      | Brasil        | 28:41.02 |       |
| Medalha de prata  | Damião de Souza         | Brasil        | 28:53.94 |       |
| Medalha de bronze | John Tello              | Colômbia      | 28:56.46 |       |
| 4                 | Jhon Cusi               | Peru          | 28:56.50 |       |
| 5                 | Javier Carriqueo        | Argentina     | 29:06.04 |       |
| 6                 | Alexander de los Santos | Uruguai       | 29:29.84 |       |
| 7                 | Miguel Barzola          | Argentina     | 29:30.13 |       |
| 8                 | Javier Guarín           | Colômbia      | 29:30.39 |       |
| 9                 | Raul Machahuay          | Peru          | 29:33.91 |       |
| 10                | Arias Lervis            | Venezuela     | 29:54.53 |       |
| 11                | Leslie Encina           | Chile         | 30:01.30 |       |
| 99 !              | César Fernández         | Bolívia       | DNF      |       |
| 99 !              | Alexis Santiago         | Venezuela     | DNF      |       |

### 110 metros barreiras
| Posição | Bateria | Atleta                  | Nacionalidade | Tempo | Notas |
| ------- | ------- | ----------------------- | ------------- | ----- | ----- |
| 1       | 2       | Matheus Facho Inocêncio | Brasil        | 13.83 | Q     |
| 2       | 1       | Jorge McFarlane         | Peru          | 13.93 | Q     |
| 3       | 1       | Éder Antonio Souza      | Brasil        | 14.02 | Q     |
| 4       | 1       | Paulo Villar            | Colômbia      | 14.35 | Q     |
| 5       | 2       | Junior Castillo         | Peru          | 14.53 | Q     |
| 6       | 2       | Mariano Romero          | Argentina     | 14.63 | Q     |
| 7       | 2       | Víctor Arancibia        | Chile         | 14.65 | q     |
| 8       | 1       | Luis Montenegro         | Chile         | 14.75 | q     |
| 9       | 1       | Ernesto Stanley         | Paraguai      | 14.88 |       |
| 10      | 1       | Federico Ruíz           | Argentina     | 15.03 |       |
| 11      | 2       | Mauricio Pereira        | Paraguai      | 15.17 |       |

| Posição           | Atleta                  | Nacionalidade | Tempo | Notas |
| ----------------- | ----------------------- | ------------- | ----- | ----- |
| Medalha de ouro   | Matheus Facho Inocêncio | Brasil        | 13.70 |       |
| Medalha de prata  | Jorge McFarlane         | Peru          | 13.77 |       |
| Medalha de bronze | Paulo Villar            | Colômbia      | 13.85 |       |
| 4                 | Éder Antonio Souza      | Brasil        | 13.98 |       |
| 5                 | Luis Montenegro         | Chile         | 14.58 |       |
| 6                 | Junior Castillo         | Peru          | 14.77 |       |
| 7                 | Víctor Arancibia        | Chile         | 14.79 |       |
| 8                 | Mariano Romero          | Argentina     | 14.87 |       |

### 400 metros barreiras
| Posição | Bateria | Atleta                 | Nacionalidade | Tempo | Notas |
| ------- | ------- | ---------------------- | ------------- | ----- | ----- |
| 1       | 1       | Andrés Silva           | Uruguai       | 51.38 | Q     |
| 2       | 2       | Víctor Solarte         | Venezuela     | 52.73 | Q     |
| 3       | 2       | Mahau Suguimati        | Brasil        | 52.75 | Q     |
| 4       | 2       | José Ignacio Pignataro | Argentina     | 52.88 | Q     |
| 5       | 2       | Yeison Rivas           | Colômbia      | 52.99 | q     |
| 6       | 1       | João dos Santos Neto   | Brasil        | 53.31 | Q     |
| 7       | 1       | Christian Deymonnaz    | Argentina     | 53.80 | Q     |
| 8       | 1       | Juan Pablo Maturana    | Colômbia      | 54.60 | q     |
| 9       | 2       | Miguel Cabrera         | Paraguai      | 57.79 |       |
| 10 !    | 1       | Luis Montenegro        | Chile         | DNS   |       |

| Posição           | Atleta                 | Nacionalidade | Tempo | Notas |
| ----------------- | ---------------------- | ------------- | ----- | ----- |
| Medalha de ouro   | Andrés Silva           | Uruguai       | 49.94 |       |
| Medalha de prata  | Mahau Suguimati        | Brasil        | 51.11 |       |
| Medalha de bronze | Víctor Solarte         | Venezuela     | 51.13 |       |
| 4                 | José Ignacio Pignataro | Argentina     | 52.16 |       |
| 5                 | João dos Santos Neto   | Brasil        | 52.18 |       |
| 6                 | Yeison Rivas           | Colômbia      | 52.33 |       |
| 7                 | Juan Pablo Maturana    | Colômbia      | 53.51 |       |
| 8                 | Christian Deymonnaz    | Argentina     | 53.80 |       |

### 3.000 metros com obstáculos
Final – 4 de junho
| Posição           | Atleta               | Nacionalidade | Tempo   | Notas |
| ----------------- | -------------------- | ------------- | ------- | ----- |
| Medalha de ouro   | Hudson de Souza      | Brasil        | 8:36.53 |       |
| Medalha de prata  | Marvin Blanco        | Venezuela     | 8:37.02 |       |
| Medalha de bronze | Mariano Mastromarino | Argentina     | 8:38.91 |       |
| 4                 | Mario Bazan          | Peru          | 8:39.38 |       |
| 5                 | José Peña            | Venezuela     | 8:44.18 |       |
| 6                 | Gerar Giraldo        | Colômbia      | 8:44.48 |       |
| 7                 | André de Santana     | Brasil        | 8:48.01 |       |
| 8                 | Enzo Yanez           | Chile         | 8:49.13 |       |
| 9                 | Santiago Figueroa    | Argentina     | 8:53.22 |       |
| 10                | Jorge Arias          | Equador       | 9:01.64 |       |
| 11                | Daniel Estrada       | Chile         | 9:03.32 |       |
| 12                | Cristian Patiño      | Equador       | 9:07.42 |       |
| 13                | Derlis Ayala         | Paraguai      | 9:25.20 |       |
| 99 !              | Martín Mañana        | Uruguai       | DNF     |       |

### Revezamento 4x100 m
Final – 5 de junho
| Posição           | Nacionalidade | Atletas                                                                   | Tempo | Notas |
| ----------------- | ------------- | ------------------------------------------------------------------------- | ----- | ----- |
| Medalha de ouro   | Brasil        | Carlos Roberto de Moraes, Jr., Sandro Viana, Nilson Andrè, Ailson Feitosa | 39.87 |       |
| Medalha de prata  | Colômbia      | Isidro Montoya, Geiner Mosquera, Luis Nuñez, Daniel Grueso                | 39.88 |       |
| Medalha de bronze | Chile         | Ignacio Rojas, Cristián Reyes, Kael Becerra, Jorge Rojas                  | 40.83 |       |
| 4                 | Argentina     | Leonardo Rodríguez, Mariano Jiménez, Miguel Wilken, Juan Manuel Jasid     | 41.02 |       |
| 5                 | Equador       | Luis Morán, Franklin Nazareno, Alex Quiñónez, Hugo Chila                  | 41.90 |       |
| 6                 | Paraguai      | Jesus Leguizamon, Joshua Jourdan, Augusto Stanley, Ernesto Stanley        | 43.10 |       |

### Revezamento 4x400 m
Final – 5 de junho
| Posição           | Nacionalidade | Atletas                                                            | Tempo     | Notas |
| ----------------- | ------------- | ------------------------------------------------------------------ | --------- | ----- |
| Medalha de ouro   | Brasil        | Luís Ambrosio, Kléberson Davide, Wagner Cardoso, Hederson Estefani | 3:08.95   |       |
| Medalha de prata  | Colômbia      | Yeison Rivas, Geiner Mosquera, Diego Palomeque, Rafith Rodríguez   | 3:09.67   |       |
| Medalha de bronze | Argentina     | Josue Iarritu, Fabio Martínez, Miguel Wilken, Mariano Jiménez      | 3:13.30   |       |
| 4                 | Chile         | Jorge Rojas, Luis Montenegro, Ignacio Rojas, Cristián Reyes        | 3:15.58   |       |
| 5 !               | Paraguai      | Jesus Leguizamon, Joshua Jourdan, Augusto Stanley, Ernesto Stanley | 9:99.99 ! |       |

### 20 km marcha atlética
Final – 5 de junho
| Posição           | Atleta            | Nacionalidade | Tempo     | Notas            |
| ----------------- | ----------------- | ------------- | --------- | ---------------- |
| Medalha de ouro   | Andrés Chocho     | Equador       | 1:20:23.8 | Recorde nacional |
| Medalha de prata  | Gustavo Restrepo  | Colômbia      | 1:20:36.6 | Recorde nacional |
| Medalha de bronze | Yerko Araya       | Chile         | 1:20:47.2 | Recorde nacional |
| 4                 | Caio Bonfim       | Brasil        | 1:20:58.5 | Recorde nacional |
| 5                 | James Rendón      | Colômbia      | 1:21:13.6 |                  |
| 6                 | Juan Manuel Cano  | Argentina     | 1:23:09.0 | Recorde nacional |
| 7                 | Mauricio Arteaga  | Equador       | 1:23:46.5 |                  |
| 8                 | Fabio González    | Argentina     | 1:25:39.2 |                  |
| 9                 | Ronald Quispe     | Bolívia       | 1:25:59.2 | Recorde nacional |
| 99 !              | Moacir Zimmermann | Brasil        | DSQ       |                  |
| 99 !              | Edward Araya      | Chile         | DSQ       |                  |

### Salto em altura
Final – 3 de junho
| Posição           | Atleta           | Nacionalidade | 2.00 | 2.05 | 2.08 | 2.11 | 2.14 | 2.17 | 2.20 | 2.23 | 2.29 | Resultado | Notas                |
| ----------------- | ---------------- | ------------- | ---- | ---- | ---- | ---- | ---- | ---- | ---- | ---- | ---- | --------- | -------------------- |
| Medalha de ouro   | Diego Ferrin     | Equador       | –    | –    | –    | o    | –    | o    | o    | xo   | xx   | 2.23      |                      |
| Medalha de prata  | Guilherme Cobbo  | Brasil        | –    | o    | –    | o    | o    | xxo  | o    | xxx  |      | 2.20      | Recorde da temporada |
| Medalha de bronze | Carlos Layoy     | Argentina     | –    | o    | –    | o    | o    | o    | xo   | xxx  |      | 2.20      | Recorde da temporada |
| 4                 | Wanner Miller    | Colômbia      | –    | –    | –    | o    | o    | xo   | xxx  |      |      | 2.17      |                      |
| 5                 | Talles Silva     | Brasil        | –    | o    | –    | xo   | o    | xo   | xxx  |      |      | 2.17      | Recorde da temporada |
| 6                 | Santiago Guerci  | Argentina     | –    | o    | –    | o    | o    | xxx  |      |      |      | 2.14      |                      |
| 7                 | Carlos Izquierdo | Colômbia      | o    | o    | o    | o    | xxo  | xxx  |      |      |      | 2.14      |                      |

### Salto com vara
Final – 5 de junho
| Posição           | Atleta               | Nacionalidade | 4.70 | 4.90 | 5.00 | 5.20 | 5.30 | 5.35 | Resultado | Notas |
| ----------------- | -------------------- | ------------- | ---- | ---- | ---- | ---- | ---- | ---- | --------- | ----- |
| Medalha de ouro   | Fábio Gomes da Silva | Brasil        | –    | –    | –    | o    | o    | o    | 5.35      |       |
| Medalha de prata  | Germán Chiaraviglio  | Argentina     | –    | –    | o    | o    | o    |      | 5.30      |       |
| Medalha de bronze | Rubén Benitez        | Argentina     | o    | o    | xxx  |      |      |      | 4.90      |       |
| 4                 | Augusto Dutra        | Brasil        | –    | xo   | xxx  |      |      |      | 4.90      |       |
| 5 !               | Lenin Zambrano       | Equador       | xxx  |      |      |      |      |      | NM        |       |

### Salto em comprimento
Final – 5 de junho
| Posição           | Atleta           | Nacionalidade | #1   | #2   | #3   | #4   | #5   | #6   | Resultado | Notas |
| ----------------- | ---------------- | ------------- | ---- | ---- | ---- | ---- | ---- | ---- | --------- | ----- |
| Medalha de ouro   | Jorge McFarlane  | Peru          | 7.78 | –    | 7.95 | –    | 7.82 | –    | 7.95      |       |
| Medalha de prata  | Rafael Mello     | Brasil        | 7.78 | X    | 7.63 | 7.85 | 7.68 | –    | 7.85      |       |
| Medalha de bronze | Daniel Pineda    | Chile         | 7.74 | 7.71 | 7.82 | 7.76 | X    | 7.78 | 7.82      |       |
| 4                 | Víctor Castillo  | Venezuela     | 7.72 | X    | 7.56 | 7.38 | 7.66 | 7.47 | 7.72      |       |
| 5                 | Rogério Bispo    | Brasil        | 7.71 | 7.66 | 7.53 | 7.56 | 6.16 | 7.55 | 7.71      |       |
| 6                 | Hugo Chila       | Equador       | 7.31 | 7.38 | X    | X    | X    | X    | 7.38      |       |
| 7                 | Maximiliano Díaz | Argentina     | 7.26 | X    | X    | X    | X    | X    | 7.26      |       |
| 8                 | Federico Acha    | Argentina     | X    | X    | 6.76 | 6.77 | X    | X    | 6.77      |       |
| 9                 | MMiguel López    | Bolívia       | X    | 6.54 | X    |      |      |      | 6.54      |       |
| 99 !              | Jhon Murillo     | Colômbia      | X    | X    | X    |      |      |      | NM        |       |

### Salto triplo
Final – 4 de junho
| Posição           | Atleta                  | Nacionalidade | #1    | #2    | #3    | #4    | #5    | #6    | Resultado | Notas |
| ----------------- | ----------------------- | ------------- | ----- | ----- | ----- | ----- | ----- | ----- | --------- | ----- |
| Medalha de ouro   | Maximiliano Díaz        | Argentina     | 16.21 | 16.06 | 16.08 | 16.15 | 16.20 | 16.51 | 16.51     |       |
| Medalha de prata  | Jonathan Henrique Silva | Brasil        | X     | 16.30 | 16.45 | 15.67 | X     | 15.91 | 16.45     |       |
| Medalha de bronze | Jefferson Sabino        | Brasil        | X     | 16.13 | 15.96 | X     | X     | 16.45 | 16.45     |       |
| 4                 | Marcelo Pichipil        | Argentina     | X     | X     | 14.91 | X     | 14.97 | X     | 14.97     |       |
| 5                 | Ivan Ortiz              | Bolívia       | 13.95 | X     | 14.02 | 13.90 | 13.85 | 13.73 | 14.02     |       |
| 99 !              | Jhon Murillo            | Colômbia      | X     | X     | X     | X     | X     | X     | NM        |       |

### Arremesso de peso
Final – 2 de junho
| Posição           | Atleta             | Nacionalidade | #1    | #2    | #3    | #4    | #5    | #6    | Resultado | Notas |
| ----------------- | ------------------ | ------------- | ----- | ----- | ----- | ----- | ----- | ----- | --------- | ----- |
| Medalha de ouro   | Germán Lauro       | Argentina     | 19.61 | 19.31 | X     | 16.15 | 19.29 | X     | 19.61     |       |
| Medalha de prata  | Eder César Moreno  | Colômbia      | 18.59 | X     | 18.55 | 18.47 | 18.93 | 18.45 | 18.93     |       |
| Medalha de bronze | Maximiliano Alonso | Chile         | 17.46 | 17.42 | 17.62 | 17.35 | 17.95 | 17.10 | 17.95     |       |
| 4                 | Ronald Julião      | Brasil        | 17.52 | 17.74 | X     | 17.61 | 17.59 | 17.88 | 17.88     |       |
| 5                 | Nicolas Martina    | Argentina     | 17.56 | 17.54 | 17.84 | X     | 17.11 | X     | 17.84     |       |
| 6                 | Aldo Gonzales      | Bolívia       | 16.49 | 16.47 | 15.92 | 16.76 | X     | 16.11 | 16.76     |       |
| 7                 | Douglas Ataide     | Brasil        | X     | X     | 15.81 | 16.46 | 16.70 | 16.46 | 16.70     |       |
| 8                 | Diego Osorio       | Chile         | 16.51 | 16.50 | X     | X     | 16.17 | X     | 16.51     |       |

### Lançamento de disco
Final – 4 de junho
| Posição           | Atleta             | Nacionalidade | #1    | #2    | #3    | #4    | #5    | #6    | Resultado | Notas |
| ----------------- | ------------------ | ------------- | ----- | ----- | ----- | ----- | ----- | ----- | --------- | ----- |
| Medalha de ouro   | Ronald Julião      | Brasil        | 62.08 | 61.04 | 60.96 | X     | X     | 62.72 | 62.72     |       |
| Medalha de prata  | Germán Lauro       | Argentina     | X     | 46.03 | 59.38 | X     | 57.60 | 59.98 | 59.98     |       |
| Medalha de bronze | Jesús Parejo       | Venezuela     | 57.42 | 55.94 | 56.75 | X     | 56.81 | 56.06 | 57.42     |       |
| 4                 | Carlos Valle       | Brasil        | 56.53 | 55.94 | 57.19 | X     | X     | 53.36 | 57.19     |       |
| 5                 | Jorge Balliengo    | Argentina     | 53.33 | 55.76 | X     | X     | 55.49 | 56.82 | 56.82     |       |
| 6                 | Maximiliano Alonso | Chile         | X     | 53.92 | X     | X     | 54.02 | X     | 54.02     |       |
| 7                 | Rodolfo Casanova   | Uruguai       | 51.31 | 20.21 | 48.48 | 49.43 | 49.03 | X     | 51.31     |       |

### Lançamento de martelo
Final – 3 de junho
| Posição           | Atleta             | Nacionalidade | #1    | #2    | #3    | #4    | #5    | #6    | Resultado | Notas |
| ----------------- | ------------------ | ------------- | ----- | ----- | ----- | ----- | ----- | ----- | --------- | ----- |
| Medalha de ouro   | Juan Ignacio Cerra | Argentina     | 70.86 | 71.59 | 71.61 | 72.12 | 71.07 | 71.26 | 72.12     |       |
| Medalha de prata  | Wagner Domingos    | Brasil        | 67.75 | 69.71 | 69.25 | X     | 70.65 | 68.88 | 70.65     |       |
| Medalha de bronze | Allan Wolski       | Brasil        | 65.29 | 66.85 | X     | X     | X     | 64.01 | 66.85     |       |
| 4                 | Roberto Saez       | Chile         | 63.60 | X     | 64.57 | 64.94 | 64.27 | 64.27 | 64.94     |       |
| 5                 | Fabian Di Paolo    | Argentina     | 61.13 | 61.39 | 62.25 | 61.86 | X     | –     | 62.25     |       |
| 6                 | Freimar Arias      | Colômbia      | 58.28 | 59.18 | 57.05 | 59.30 | 60.14 | X     | 60.14     |       |
| 7                 | Jacobo Saldarriaga | Colômbia      | 58.02 | 56.73 | X     | X     | 55.90 | 56.85 | 58.02     |       |
| 8                 | Braulio Guillermo  | Equador       | X     | 52.80 | 54.94 | 55.42 | X     | X     | 55.42     |       |
| 9                 | Rodney Morinigo    | Paraguai      | 52.60 | 51.95 | 47.31 |       |       |       | 52.60     |       |
| 10                | Jesús Sánchez      | Paraguai      | 49.52 | 50.27 | X     |       |       |       | 50.27     |       |

### Lançamento de dardo
Final – 5 de junho
| Posição           | Atleta                  | Nacionalidade | #1    | #2    | #3    | #4    | #5    | #6    | Resultado | Notas |
| ----------------- | ----------------------- | ------------- | ----- | ----- | ----- | ----- | ----- | ----- | --------- | ----- |
| Medalha de ouro   | Arley Ibargüen          | Colômbia      | 69.16 | X     | X     | 73.61 | X     | 73.43 | 73.61     |       |
| Medalha de prata  | Dayron Marquez          | Colômbia      | 72.63 | 72.46 | 71.29 | 72.27 | 73.15 | 72.21 | 73.15     |       |
| Medalha de bronze | Victor Fatecha          | Paraguai      | 66.70 | 71.09 | 66.70 | X     | 72.51 | 71.15 | 72.51     |       |
| 4                 | Braian Toledo           | Argentina     | 70.81 | 64.77 | 71.05 | 70.49 | 68.22 | 71.15 | 71.05     |       |
| 5                 | Júlio César de Oliveira | Brasil        | 67.42 | 69.98 | X     | 68.28 | 70.40 | 70.94 | 70.94     |       |
| 6                 | Jander Nunes            | Brasil        | 65.91 | 67.40 | 65.95 | 69.53 | X     | 65.54 | 69.53     |       |
| 7                 | Diego Moraga            | Chile         | 66.90 | X     | 60.38 | 65.83 | X     | 65.21 | 66.90     |       |
| 8                 | Tomas Guerra            | Chile         | 65.97 | X     | 65.45 | 64.16 | X     | 66.51 | 66.51     |       |
| 9                 | Edgar Jara              | Paraguai      | 56.72 | 56.55 | 61.95 |       |       |       | 61.95     |       |
| 10                | José Escobar            | Equador       | 61.76 | X     | X     |       |       |       | 61.76     |       |
| 11                | Pablo Mauricio Jaime    | Argentina     | 57.03 | 59.02 | 53.55 |       |       |       | 59.02     |       |

### Decatlo
Final – 2–3 de junho
| Pos.              | Atleta                 | Nacionalidade | 100 m | SD   | AP    | SA   | 400 m | 110 m C/B | AD    | SV   | LD    | 1500 m  | PG   | Notas           |
| ----------------- | ---------------------- | ------------- | ----- | ---- | ----- | ---- | ----- | --------- | ----- | ---- | ----- | ------- | ---- | --------------- |
| Medalha de ouro   | Luiz Alberto de Araújo | Brasil        | 10.84 | 7.15 | 14.14 | 1.97 | 49.08 | 14.52     | 45.97 | 4.60 | 52.85 | 4:35.31 | 7944 | Recorde pessoal |
| Medalha de prata  | Román Gastaldi         | Argentina     | 10.98 | 7.38 | 14.29 | 1.97 | 50.73 | 15.59     | 42.68 | 4.30 | 54.74 | 4:51.17 | 7545 |                 |
| Medalha de bronze | Georni Jaramillo       | Venezuela     | 11.03 | 6.76 | 14.21 | 1.79 | 49.17 | 14.87     | 39.45 | 3.70 | 50.71 | 4:57.39 | 7051 |                 |
| 4                 | Fernando Korniejczuk   | Argentina     | 11.52 | 6.59 | 12.74 | 1.97 | 53.27 | 15.48     | 40.74 | 4.30 | 46.72 | 5:10.71 | 6777 |                 |
| 5                 | Anderson Venâncio      | Brasil        | 11.01 | 6.76 | 13.49 | 1.97 | 49.80 | 15.17     | 40.02 | NM   | 55.82 | 5:03.83 | 6619 |                 |
| 6                 | Esteban Salgado        | Colômbia      | 11.25 | 6.38 | 12.10 | 1.82 | 50.94 | 16.13     | 37.35 | 2.80 | 43.99 | 4:32.62 | 6369 |                 |
| 7                 | José Gabriel Ramirez   | Paraguai      | 11.85 | 6.28 | 9.02  | NM   | 54.50 | 17.83     | 28.65 | 2.80 | 46.10 | 4:56.85 | 4772 |                 |
| 8 !               | Oscar Mina             | Equador       | 11.16 | 6.28 | 11.86 | 1.91 | DNS   | –         | –     | –    | –     | –       | DNF  |                 |

## Resultado feminino

### 100 metros
| Posição | Bateria | Atleta               | Nacionalidade | Tempo | Notas |
| ------- | ------- | -------------------- | ------------- | ----- | ----- |
| 1       | 1       | Ana Cláudia Silva    | Brasil        | 11.47 | Q     |
| 2       | 1       | Yomara Hinestroza    | Colômbia      | 11.61 | Q     |
| 3       | 2       | Alejandra Idrobo     | Colômbia      | 11.81 | Q     |
| 4       | 2       | Rosemar Coelho Neto  | Brasil        | 11.81 | Q     |
| 5       | 2       | Erika Chávez         | Equador       | 11.89 | Q     |
| 6       | 1       | Daniela Pávez        | Chile         | 11.94 | Q     |
| 7       | 1       | Ramona van der Vloot | Suriname      | 12.10 | q     |
| 8       | 2       | Carolina Díaz        | Chile         | 12.22 | q     |
| 9       | 1       | Florencia Lamboglia  | Argentina     | 12.33 |       |
| 10      | 2       | Macarena Solís       | Argentina     | 12.71 |       |
| 11      | 1       | Mariza Karabia       | Paraguai      | 12.77 |       |
| 12      | 2       | Dana Jourdan         | Paraguai      | 12.83 |       |

| Posição           | Atleta               | Nacionalidade | Tempo | Notas |
| ----------------- | -------------------- | ------------- | ----- | ----- |
| Medalha de ouro   | Ana Cláudia Silva    | Brasil        | 11.46 |       |
| Medalha de prata  | Yomara Hinestroza    | Colômbia      | 11.63 |       |
| Medalha de bronze | Rosemar Coelho Neto  | Brasil        | 11.80 |       |
| 4                 | Alejandra Idrobo     | Colômbia      | 11.84 |       |
| 5                 | Erika Chávez         | Equador       | 11.92 |       |
| 6                 | Daniela Pávez        | Chile         | 11.93 |       |
| 7                 | Ramona van der Vloot | Suriname      | 12.16 |       |
| 8                 | Carolina Díaz        | Chile         | 12.23 |       |

### 200 metros
| Posição | Bateria | Atleta                     | Nacionalidade | Tempo | Notas |
| ------- | ------- | -------------------------- | ------------- | ----- | ----- |
| 1       | 1       | Norma González             | Colômbia      | 23.48 | Q     |
| 2       | 1       | Erika Chávez               | Equador       | 23.66 | Q     |
| 3       | 1       | Jailma De Lima             | Brasil        | 23.86 | Q     |
| 4       | 2       | Ana Cláudia Silva          | Brasil        | 23.88 | Q     |
| 5       | 2       | Yomara Hinestroza          | Colômbia      | 24.21 | Q     |
| 6       | 2       | Isidora Jiménez            | Chile         | 24.38 | Q     |
| 7       | 1       | Nancy Garcés Hurtado       | Venezuela     | 24.50 | q     |
| 8       | 1       | María Fernanda Mackenna    | Chile         | 24.54 | q     |
| 9       | 2       | Ramona van der Vloot       | Suriname      | 24.69 |       |
| 10      | 2       | Florencia Lamboglia        | Argentina     | 25.10 |       |
| 11      | 2       | Leslie Arnéz               | Bolívia       | 26.04 |       |
| 12      | 1       | Ana Laura Catelén          | Argentina     | 26.30 |       |
| 13      | 2       | Noelia Vera                | Paraguai      | 27.49 |       |
| 99 !    | 2       | Marysabel Romero Lea Plaza | Bolívia       | DNF   |       |

| Posição           | Atleta                  | Nacionalidade | Tempo | Notas |
| ----------------- | ----------------------- | ------------- | ----- | ----- |
| Medalha de ouro   | Ana Claáudia Silva      | Brasil        | 23.18 |       |
| Medalha de prata  | Norma González          | Colômbia      | 23.22 |       |
| Medalha de bronze | Jailma De Lima          | Brasil        | 23.54 |       |
| 4                 | Erika Chávez            | Equador       | 23.74 |       |
| 5                 | Yomara Hinestroza       | Colômbia      | 23.88 |       |
| 6                 | María Fernanda Mackenna | Chile         | 24.56 |       |
| 7                 | Isidora Jiménez         | Chile         | 24.56 |       |
| 8                 | Nancy Garcés Hurtado    | Venezuela     | 24.64 |       |

### 400 metros
| Posição | Bateria | Atleta                   | Nacionalidade | Tempo   | Notas |
| ------- | ------- | ------------------------ | ------------- | ------- | ----- |
| 1       | 2       | Yenifer Padilla          | Colômbia      | 53.37   | Q     |
| 2       | 2       | Joelma Sousa             | Brasil        | 53.45   | Q     |
| 3       | 1       | Norma González           | Colômbia      | 54.48   | Q     |
| 4       | 1       | Geisa Aparecida Coutinho | Brasil        | 54.72   | Q     |
| 5       | 2       | María Fernanda Mackenna  | Chile         | 55.65   | Q     |
| 6       | 1       | Nancy Garcés Hurtado     | Venezuela     | 56.55   | Q     |
| 7       | 2       | María Ayelén Diogo       | Argentina     | 57.42   | q     |
| 8       | 1       | Gisela Hernández         | Argentina     | 58.08   | q     |
| 9       | 1       | Paula Goni               | Chile         | 58.09   |       |
| 10      | 2       | Leslie Arnéz             | Bolívia       | 58.42   |       |
| 11      | 1       | Nancy Fretes             | Paraguai      | 1:02.15 |       |
| 12      | 2       | Noelia Vera              | Paraguai      | 1:03.99 |       |

| Posição           | Atleta                   | Nacionalidade | Tempo | Notas |
| ----------------- | ------------------------ | ------------- | ----- | ----- |
| Medalha de ouro   | Norma González           | Colômbia      | 52.14 |       |
| Medalha de prata  | Yenifer Padilla          | Colômbia      | 52.55 |       |
| Medalha de bronze | Geisa Aparecida Coutinho | Brasil        | 52.84 |       |
| 4                 | Joelma Sousa             | Brasil        | 53.42 |       |
| 5                 | Nancy Garcés Hurtado     | Venezuela     | 55.68 |       |
| 6                 | María Fernanda Mackenna  | Chile         | 55.80 |       |
| 7                 | María Ayelén Diogo       | Argentina     | 56.52 |       |
| 8                 | Gisela Hernández         | Argentina     | 58.71 |       |

### 800 metros
Final – 4 de junho
| Posição           | Atleta                | Nacionalidade | Tempo   | Notas           |
| ----------------- | --------------------- | ------------- | ------- | --------------- |
| Medalha de ouro   | Rosibel García        | Colômbia      | 2:04.76 |                 |
| Medalha de prata  | Andrea Ferris         | Panamá        | 2:05.13 |                 |
| Medalha de bronze | Muriel Coneo          | Colômbia      | 2:05.25 |                 |
| 4                 | Christiane dos Santos | Brasil        | 2:06.04 |                 |
| 5                 | Jessica dos Santos    | Brasil        | 2:08.17 |                 |
| 6                 | Daisy Urgarte         | Bolívia       | 2:06.96 |                 |
| 7                 | Ana Ailín Funes       | Argentina     | 2:09.31 | Recorde pessoal |
| 8                 | Mariana Borelli       | Argentina     | 2:09.59 |                 |
| 9                 | Fatima Amarilla       | Paraguai      | 2:19.40 |                 |

### 1.500 metros
Final – 3 de junho
| Posição           | Atleta                      | Nacionalidade | Tempo   | Notas |
| ----------------- | --------------------------- | ------------- | ------- | ----- |
| Medalha de ouro   | Rosibel García              | Colômbia      | 4:22.18 |       |
| Medalha de prata  | Tatiele Roberta de Carvalho | Brasil        | 4:22.94 |       |
| Medalha de bronze | Sandra Amarillo             | Argentina     | 4:23.94 |       |
| 4                 | Muriel Coneo                | Colômbia      | 4:24.16 |       |
| 5                 | Nancy Gallo                 | Argentina     | 4:24.55 |       |
| 6                 | Simone da Silva             | Brasil        | 4:26.48 |       |
| 7                 | Maria Caballero             | Paraguai      | 4:46.87 |       |
| 8                 | Marlene Acuña               | Equador       | 4:57.45 |       |

### 5.000 metros
Final – 2 de junho
| Posição           | Atleta                    | Nacionalidade | Tempo    | Notas |
| ----------------- | ------------------------- | ------------- | -------- | ----- |
| Medalha de ouro   | Fabiana Cristine da Silva | Brasil        | 15:39.67 |       |
| Medalha de prata  | Rosa Godoy                | Argentina     | 15:43.36 |       |
| Medalha de bronze | Cruz da Silva             | Brasil        | 15:43.91 |       |
| 4                 | Nadia Rodríguez           | Argentina     | 15:53.99 |       |
| 5                 | Wilma Arizapana           | Peru          | 16:41.25 |       |
| 6                 | Yolanda Fernández         | Colômbia      | 16:47.93 |       |
| 7                 | Yoni Ninahuaman           | Peru          | 16:54.38 |       |

### 10.000 metros
Final – 5 de junho
| Posição           | Atleta             | Nacionalidade | Tempo    | Notas |
| ----------------- | ------------------ | ------------- | -------- | ----- |
| Medalha de ouro   | Simone da Silva    | Brasil        | 31:59.11 |       |
| Medalha de prata  | Rosa Godoy         | Argentina     | 32:51.10 |       |
| Medalha de bronze | Cruz da Silva      | Brasil        | 32:53.72 |       |
| 4                 | Julia Rivera       | Peru          | 34:13.70 |       |
| 5                 | Yolanda Fernández  | Colômbia      | 34:17.69 |       |
| 6                 | Ángela Figueroa    | Colômbia      | 34:22.45 |       |
| 7                 | Hortencia Arzapalo | Peru          | 35:26.10 |       |
| 8                 | Karina Cordoba     | Argentina     | 35:29.57 |       |
| 9                 | Carmen Martínez    | Paraguai      | 36:22.64 |       |

### 100 metros barreiras
Final – 2 de junho
| Posição           | Atleta                 | Nacionalidade | Tempo | Notas |
| ----------------- | ---------------------- | ------------- | ----- | ----- |
| Medalha de ouro   | Briggite Merlano       | Colômbia      | 13.07 |       |
| Medalha de prata  | Maíla Machado          | Brasil        | 13.22 |       |
| Medalha de bronze | Lina Flórez            | Colômbia      | 13.23 |       |
| 4                 | Agustina Zerboni       | Argentina     | 13.54 |       |
| 5                 | Giselle de Albuquerque | Brasil        | 13.73 |       |
| 6                 | Ljubica Milos          | Chile         | 13.96 |       |
| 7                 | Daniela Castilo        | Equador       | 15.14 |       |
| 8                 | Anna Wickzen           | Paraguai      | 15.70 |       |

### 400 metros barreiras
Final – 3 de junho
| Posição           | Atleta            | Nacionalidade | Tempo   | Notas |
| ----------------- | ----------------- | ------------- | ------- | ----- |
| Medalha de ouro   | Jailma de Lima    | Brasil        | 57.13   |       |
| Medalha de prata  | Princesa Oliveros | Colômbia      | 58.07   |       |
| Medalha de bronze | Déborah Rodríguez | Uruguai       | 58.63   |       |
| 4                 | Elaine Paixão     | Brasil        | 58.64   |       |
| 5                 | Lucy Jaramillo    | Equador       | 1:00.97 |       |
| 6                 | Belen Casetta     | Argentina     | 1:01.60 |       |
| 7                 | Javiera Errazuriz | Chile         | 1:02.56 |       |
| 8                 | Soledad Chiriotti | Argentina     | 1:03.91 |       |

### 3.000 metros com obstáculos
Final – 4 de junho
| Posição           | Atleta            | Nacionalidade | Tempo    | Notas |
| ----------------- | ----------------- | ------------- | -------- | ----- |
| Medalha de ouro   | Ángela Figueroa   | Colômbia      | 9:57.13  |       |
| Medalha de prata  | Eliane da Silva   | Brasil        | 10:22.96 |       |
| Medalha de bronze | Jovana de la Cruz | Peru          | 10:24.67 |       |
| 4                 | Sabine Heitling   | Brasil        | 10:28.34 |       |
| 5                 | Yoni Ninahuaman   | Peru          | 10:37.81 |       |
| 6                 | Florencia Borelli | Argentina     | 10:54.33 |       |
| 7                 | Marlene Acuña     | Equador       | 11:00.33 |       |
| 8                 | Dayana Pérez      | Venezuela     | 11:02.91 |       |

### Revezamento 4x100 m
Final – 5 de junho
| Posição           | Nacionalidade | Atletas                                                                       | Tempo | Notas |
| ----------------- | ------------- | ----------------------------------------------------------------------------- | ----- | ----- |
| Medalha de ouro   | Colômbia      | Eliecit Palacios, Maria Alejandra Idrobo, Yomara Hinestroza, Norma González   | 44.11 |       |
| Medalha de prata  | Brasil        | Rosemar Coelho Neto, Vanda Gomes, Ana Cláudia Silva, Franciela Krasucki       | 44.56 |       |
| Medalha de bronze | Chile         | Carolina Díaz, María Fernanda Mackenna, Isidora Jiménez, Daniela Pávez        | 46.42 |       |
| 4                 | Argentina     | María Ayelén Diogo, Leonela Graciani, Florencia Lamboglia, Constanza Eckhardt | 47.63 |       |
| 5 !               | Paraguai      | Anna Wickzen, Dana Jourdan, Nancy Fretes, Mariza Karabia                      | DNF   |       |

### Revezamento 4x400 m
Final – 5 de junho
| Posição           | Nacionalidade | Atletas                                                                        | Tempo   | Notas |
| ----------------- | ------------- | ------------------------------------------------------------------------------ | ------- | ----- |
| Medalha de ouro   | Brasil        | Geisa Aparecida Coutinho, Aline Leone dos Santos, Joelma Sousa, Jailma de Lima | 3:31.66 |       |
| Medalha de prata  | Colômbia      | Maria Alejandra Idrobo, Evelis Aguilar, Princesa Oliveros, Yenifer Padilla     | 3:37.66 |       |
| Medalha de bronze | Chile         | Javiera Errazuriz, Isidora Jiménez, Paula Goni, María Fernanda Mackenna        | 3:49.51 |       |
| 4                 | Argentina     | María Ayelén Diogo, Virginia Cardozo, Nancy Gallo, Belen Casetta               | 3:52.52 |       |
| 5 !               | Paraguai      | Anna Wickzen, Fatima Amarilla, Nancy Fretes, María Caballero                   | DNS     |       |

### 20 km marcha atlética
Final – 5 de junho
| Posição           | Atleta            | Nacionalidade | Tempo     | Notas            |
| ----------------- | ----------------- | ------------- | --------- | ---------------- |
| Medalha de ouro   | Ingrid Hernández  | Colômbia      | 1:32:09.4 | Recorde nacional |
| Medalha de prata  | Milángela Rosales | Venezuela     | 1:32:17.6 | Recorde nacional |
| Medalha de bronze | Arabelly Orjuela  | Colômbia      | 1:32:48.7 |                  |
| 4                 | Yadira Guamán     | Equador       | 1:33:18.0 | Recorde nacional |
| 5                 | Cisiane Lopes     | Brasil        | 1:35:49.6 |                  |
| 6                 | Erica de Sena     | Brasil        | 1:40:24.3 |                  |
| 7                 | Geovana Irusta    | Bolívia       | 1:42:42.0 |                  |
| 8                 | Fariluz Morales   | Peru          | 1:42:48.6 |                  |
| 9                 | Daiana Lujan      | Argentina     | 1:46:31.7 | Recorde nacional |
| 98 !              | Paola Pérez       | Equador       | DSQ       |                  |
| 99 !              | Constanza Ávila   | Chile         | DNS       |                  |

### Salto em altura
Final – 3 de junho
| Posição           | Atleta              | Nacionalidade | 1.60 | 1.65 | 1.68 | 1.71 | 1.74 | 1.77 | 1.80 | 1.83 | Resultado | Notas |
| ----------------- | ------------------- | ------------- | ---- | ---- | ---- | ---- | ---- | ---- | ---- | ---- | --------- | ----- |
| Medalha de ouro   | Karina Marielis     | Venezuela     | –    | o    | o    | o    | o    | o    | o    | xxx  | 1.80      |       |
| Medalha de prata  | Betsabé Páez        | Argentina     | –    | o    | –    | xo   | o    | o    | xxx  |      | 1.77      |       |
| Medalha de bronze | Aline Santos        | Brasil        | –    | –    | –    | o    | o    | xo   | xxx  |      | 1.77      |       |
| 4                 | Monica Araujo       | Brasil        | –    | –    | –    | o    | o    | xxx  |      |      | 1.74      |       |
| 5                 | Jorgelina Rodríguez | Argentina     | o    | o    | –    | xo   | xxx  |      |      |      | 1.71      |       |
| 5                 | Florencia Vergara   | Chile         | o    | o    | o    | xo   | xxx  |      |      |      | 1.71      |       |
| 7                 | Nulfa Palacios      | Colômbia      | xo   | xxx  |      |      |      |      |      |      | 1.60      |       |

### Salto com vara
Final – 2 de junho
| Posição           | Atleta            | Nacionalidade | 3.50 | 3.70 | 3.90 | 4.00 | 4.10 | 4.20 | 4.50 | 4.70 | 4.90 | Resultado | Notas |
| ----------------- | ----------------- | ------------- | ---- | ---- | ---- | ---- | ---- | ---- | ---- | ---- | ---- | --------- | ----- |
| Medalha de ouro   | Fabiana Murer     | Brasil        | –    | –    | –    | –    | –    | –    | xxo  | xxo  | xx   | 4.70      | ,     |
| Medalha de prata  | Karla da Silva    | Brasil        | –    | –    | –    | xo   | –    | xxx  |      |      |      | 4.00      |       |
| Medalha de bronze | Milena Agudelo    | Colômbia      | –    | –    | o    | xxx  |      |      |      |      |      | 3.90      |       |
| 4                 | Daniela Inchausti | Argentina     | –    | o    | xo   | xxx  |      |      |      |      |      | 3.90      |       |
| 5                 | Jessica Fu        | Peru          | o    | xxx  |      |      |      |      |      |      |      | 3.50      |       |
| 6                 | Catalina Amarilla | Paraguai      | xxo  | xxx  |      |      |      |      |      |      |      | 3.50      |       |
| 7 !               | Alejandra García  | Argentina     | –    | –    | –    | x    |      |      |      |      |      | NM'       |       |

### Salto em comprimento
Final – 2 de junho
| Posição           | Atleta            | Nacionalidade | #1   | #2   | #3   | #4   | #5   | #6   | Resultado | Notas |
| ----------------- | ----------------- | ------------- | ---- | ---- | ---- | ---- | ---- | ---- | --------- | ----- |
| Medalha de ouro   | Maurren Maggi     | Brasil        | 6.44 | 6.31 | 6.52 | X    | 6.20 | –    | 6.52      |       |
| Medalha de prata  | Keila Costa       | Brasil        | X    | 6.23 | 6.23 | 6.45 | X    | 6.44 | 6.45      |       |
| Medalha de bronze | Caterine Ibargüen | Colômbia      | 6.32 | 6.42 | 6.26 | 6.31 | 6.45 | 6.41 | 6.45      |       |
| 4                 | Daniela Pávez     | Chile         | 5.85 | 5.97 | 6.08 | 5.07 | 6.05 | 6.10 | 6.10      |       |
| 5                 | Macarena Reyes    | Chile         | 5.89 | 5.69 | X    | X    | X    | X    | 5.89      |       |
| 6                 | Munich Tovar      | Venezuela     | 5.83 | 5.65 | 5.73 | X    | 5.39 | X    | 5.83      |       |
| 7                 | Melisa Valencia   | Colômbia      | X    | X    | 5.73 | X    | 5.68 | 5.73 | 5.73      |       |
| 8                 | Lindy Cavero      | Bolívia       | 5.27 | X    | 5.48 | 5.25 | 4.90 | 5.26 | 5.48      |       |
| 9                 | Andrea Morales    | Argentina     | X    | X    | 5.44 |      |      |      | 5.44      |       |

### Salto triplo
Final – 4 de junho
| Posição           | Atleta             | Nacionalidade | #1    | #2    | #3    | #4    | #5    | #6    | Resultado | Notas |
| ----------------- | ------------------ | ------------- | ----- | ----- | ----- | ----- | ----- | ----- | --------- | ----- |
| Medalha de ouro   | Caterine Ibargüen  | Colômbia      | 14.15 | X     | 14.41 | 14.59 | 14.48 | 14.32 | 14.59     |       |
| Medalha de prata  | Keila Costa        | Brasil        | 13.49 | 13.96 | X     | 13.76 | 13.74 | 13.61 | 13.96     |       |
| Medalha de bronze | Gisele de Oliveira | Brasil        | 13.30 | 13.43 | X     | 13.22 | 13.31 | –     | 13.43     |       |
| 4                 | Gissely Landazury  | Colômbia      | 12.41 | X     | X     | 12.90 | 12.68 | 12.16 | 12.90     |       |
| 5                 | Yudelsi González   | Venezuela     | 11.83 | X     | 12.67 | X     | 12.57 | 12.87 | 12.87     |       |
| 6                 | Mayra Pachito      | Equador       | 12.28 | 12.17 | X     | 12.12 | 12.32 | 12.14 | 12.32     |       |
| 7                 | Paula Pitzinger    | Argentina     | 11.72 | 11.72 | X     | X     | 12.19 | 11.93 | 12.19     |       |
| 8                 | Lindy Cavero       | Bolívia       | X     | X     | 12.12 | 11.81 | 12.03 | 12.00 | 12.12     |       |
| 9 !               | Andrea Morales     | Argentina     |       |       |       |       |       |       | DNS       |       |

### Arremesso de peso
Final – 2 de junho
| Posição           | Atleta              | Nacionalidade | #1    | #2    | #3    | #4    | #5    | #6    | Resultado | Notas |
| ----------------- | ------------------- | ------------- | ----- | ----- | ----- | ----- | ----- | ----- | --------- | ----- |
| Medalha de ouro   | Natalia Ducó        | Chile         | 17.15 | 16.91 | 17.12 | X     | 16.99 | 17.10 | 17.15     |       |
| Medalha de prata  | Elisângela Adriano  | Brasil        | 15.89 | X     | 16.24 | 16.55 | 16.06 | X     | 16.55     |       |
| Medalha de bronze | Anyela Rivas        | Colômbia      | 15.24 | 15.55 | 15.62 | 15.95 | 16.15 | X     | 16.15     |       |
| 4                 | Andrea Maria Britto | Brasil        | 15.72 | X     | 15.66 | 15.67 | 16.02 | 15.94 | 16.02     |       |
| 5                 | Alessandra Gamboa   | Peru          | X     | 15.28 | 15.46 | X     | 15.19 | X     | 15.46     |       |
| 6                 | Sandra Lemus        | Colômbia      | 13.92 | 15.38 | 14.90 | X     | X     | X     | 15.38     |       |
| 7                 | Rocío Comba         | Argentina     | 14.07 | 14.49 | X     | 14.42 | 14.16 | 14.67 | 14.67     |       |
| 8                 | Noelia Sersen       | Argentina     | 13.97 | 14.54 | 14.20 | X     | 14.16 | 14.21 | 14.54     |       |

### Lançamento de disco
Final – 4 de junho
| Posição           | Atleta             | Nacionalidade | #1    | #2    | #3    | #4    | #5    | #6    | Resultado | Notas |
| ----------------- | ------------------ | ------------- | ----- | ----- | ----- | ----- | ----- | ----- | --------- | ----- |
| Medalha de ouro   | Andressa de Morais | Brasil        | 56.38 | 57.54 | 57.23 | 55.37 | X     | X     | 57.54     |       |
| Medalha de prata  | Karen Gallardo     | Chile         | 47.69 | 47.69 | 54.91 | X     | 54.06 | 54.69 | 54.91     |       |
| Medalha de bronze | Fernanda Borges    | Brasil        | 53.80 | X     | 50.03 | X     | 54.18 | X     | 54.18     |       |
| 4                 | Rocío Comba        | Argentina     | 53.67 | 52.02 | 49.78 | 51.86 | X     | 50.31 | 53.67     |       |
| 5                 | Johana Martínez    | Colômbia      | 42.68 | 47.50 | 49.14 | 50.50 | 50.62 | 51.30 | 51.30     |       |
| 6                 | Maia Ibel Varela   | Argentina     | 42.79 | 41.48 | X     | 41.93 | 42.45 | 39.76 | 42.79     |       |
| 7                 | Fatima Ramos       | Peru          | 36.17 | 34.36 | 36.65 | 37.56 | 35.97 | X     | 37.56     |       |

### Lançamento de martelo
Final – 2 de junho
| Posição           | Atleta             | Nacionalidade | #1    | #2    | #3    | #4    | #5    | #6    | Resultado | Notas |
| ----------------- | ------------------ | ------------- | ----- | ----- | ----- | ----- | ----- | ----- | --------- | ----- |
| Medalha de ouro   | Jennifer Dahlgren  | Argentina     | 66.59 | 68.11 | 66.74 | 69.65 | X     | 72.70 | 72.70     |       |
| Medalha de prata  | Johana Moreno      | Colômbia      | 68.53 | 68.00 | X     | 66.43 | 67.44 | X     | 68.53     |       |
| Medalha de bronze | Rosa Rodríguez     | Venezuela     | 65.35 | 67.28 | X     | X     | 63.64 | X     | 67.28     |       |
| 4                 | Josiane Soares     | Brasil        | X     | 59.38 | X     | X     | 61.77 | X     | 61.77     |       |
| 5                 | Odette Palma       | Chile         | 57.53 | 57.84 | 60.83 | X     | X     | X     | 60.83     |       |
| 6                 | Johana Ramírez     | Colômbia      | X     | 58.53 | 59.73 | 57.90 | X     | 57.19 | 59.73     |       |
| 7                 | Anna Paula Pereira | Brasil        | 56.05 | 55.37 | 58.55 | 57.35 | X     | 55.78 | 58.55     |       |
| 8                 | Marcela Solano     | Chile         | X     | 54.29 | 52.90 | X     | X     | 53.81 | 54.29     |       |
| 8                 | Fatima Ramos       | Peru          | 52.11 | 50.29 | 49.79 |       |       |       | 52.11     |       |
| 9                 | Daniela Gómez      | Argentina     | 48.13 | 51.42 | 49.87 |       |       |       | 51.42     |       |
| 99 !              | Zuleima Mina       | Equador       | X     | X     | X     |       |       |       | NM        |       |

### Lançamento de dardo
Final – 5 de junho
| Posição           | Atleta              | Nacionalidade | #1    | #2    | #3    | #4    | #5    | #6    | Resultado | Notas            |
| ----------------- | ------------------- | ------------- | ----- | ----- | ----- | ----- | ----- | ----- | --------- | ---------------- |
| Medalha de ouro   | María Murillo       | Colômbia      | 52.38 | 55.85 | 55.22 | 53.14 | X     | X     | 55.85     |                  |
| Medalha de prata  | Leryn Franco        | Paraguai      | 45.23 | 51.59 | 49.45 | 54.79 | 55.66 | X     | 55.66     | Recorde nacional |
| Medalha de bronze | Alessandra Resende  | Brasil        | 52.15 | 50.59 | X     | 54.61 | 53.87 | X     | 54.61     |                  |
| 4                 | Laila Ferer e Silva | Brasil        | 53.45 | 46.91 | 50.14 | 53.67 | 50.64 | 48.31 | 53.67     |                  |
| 5                 | Katryna Subeldía    | Paraguai      | 47.76 | 48.03 | 45.63 | 46.45 | 47.58 | 50.14 | 50.14     |                  |
| 6                 | Barbara López       | Argentina     | 46.42 | 45.75 | 49.25 | 44.85 | 47.57 | 45.94 | 49.25     |                  |
| 7                 | Flor Ruiz           | Colômbia      | 48.78 | 46.57 | 46.83 | 42.48 | X     | 46.51 | 48.78     |                  |
| 8                 | Romina Maggi        | Argentina     | 47.14 | X     | 47.26 | X     | X     | 45.99 | 47.26     |                  |
| 9                 | María Rios          | Chile         | 46.34 | X     | 46.05 |       |       |       | 46.34     |                  |
| 10                | María Mello         | Uruguai       | X     | 42.82 | 44.60 |       |       |       | 44.60     |                  |

### Heptatlo
Final – 4–5 de junho
| Colocação         | Atleta             | Nacionalidade | 100 m C/B | SA   | AP    | 200 m | SD   | LD    | 800 m   | Total | Notas |
| ----------------- | ------------------ | ------------- | --------- | ---- | ----- | ----- | ---- | ----- | ------- | ----- | ----- |
| Medalha de ouro   | Vanessa Spínola    | Brasil        | 14.63     | 1.68 | 12.59 | 24.71 | 5.43 | 38.17 | 2:23.19 | 5428  |       |
| Medalha de prata  | Agustina Zerboni   | Argentina     | 14.18     | 1.56 | 11.59 | 25.33 | 5.61 | 34.83 | 2:22.27 | 5226  |       |
| Medalha de bronze | Melry Caldeira     | Brasil        | 14.23     | 1.53 | 12.04 | 25.74 | 5.61 | 37.78 | 2:24.33 | 5208  |       |
| 4                 | Ana Camila Pirelli | Paraguai      | 15.12     | 1.62 | 12.74 | 26.18 | 5.22 | 39.21 | 2:24.20 | 5115  |       |
| 5                 | Melisa Valencia    | Colômbia      | 15.47     | 1.65 | 10.99 | 25.25 | 5.93 | 27.30 | 2:32.47 | 4950  |       |
| 6                 | Carolina Castillo  | Chile         | 14.77     | 1.62 | 9.80  | 26.13 | 5.50 | 31.35 | 2:26.40 | 4874  |       |
| 7                 | Mariza Karabia     | Paraguai      | 14.91     | 1.35 | 11.11 | 26.50 | 4.72 | 39.82 | 2:49.12 | 4292  |       |
| 8 !               | Macarena Reyes     | Chile         | DNF       | 1.59 | DNF   | DNS   | –    | –     | –       | DNF   |       |

Legenda
| Recorde mundial       | Recorde mundial (World record)               |                       | Recorde africano                      | Recorde africano (African) |                                           | Q | Classificado por posição (Qualified) |
| Recorde do campeonato | Recorde do campeonato (Championship record)  | Recorde da América    | Recorde da América (Americas)         | q                          | Classificado por melhor tempo (Qualified) |   |                                      |
| Melhor marca do ano   | Melhor marca do ano (World leading)          | Recorde asiático      | Recorde asiático (Asian)              | DNS                        | Não largou (Did not start)                |   |                                      |
| Recorde nacional      | Recorde nacional (National record)           | Recorde europeu       | Recorde europeu (European)            | DNF                        | Não terminou (Did not finish)             |   |                                      |
| Recorde pessoal       | Recorde pessoal do atleta (Personal best)    | Recorde da Oceania    | Recorde da Oceania (Oceania)          | DSQ / DQ                   | Desclassificado (Disqualified)            |   |                                      |
| Recorde da temporada  | Recorde da temporada do atleta (Season best) | Recorde sul-americano | Recorde sul-americano (South America) | NM                         | Sem marca (No mark)                       |   |                                      |